# 横浜館
横浜館（よこはまだて）は、青森県上北郡横浜町舘ノ後にあった日本の城。

## 概要
陸奥湾より東方120メートル、上北郡野辺地町とむつ市の中間にあたるJR東日本大湊線陸奥横浜駅前の市街地に位置し、東西150メートル×南北200メートルの規模をもった城郭である。14世紀の中国青磁一片が出土している。現在は、宅地化のため遺構は埋没し不明確であるが、中世の埋蔵文化財包蔵地としてNo.406022の遺跡番号が付られている。

## 沿革
築城時期は不明。天喜年間（1053〜58年）には、佐々木権太郎・権次郎兄弟が居住し、その後、戦国期には七戸南部氏一族横浜氏が支配し、七戸朝慶の三子、慶則が横浜氏を継ぎ横浜館に居住したという。天正年間（1573〜92年）に三戸へ移ったと伝えられる。
天正20年（1592年）、「諸城破却書上」には、横浜館は見えない。